# Giovanni Filippo Apolloni
Giovanni Filippo Apolloni (Arezzo, 1635 circa – Arezzo, 15 maggio 1688) è stato un librettista e poeta italiano.
Nel settembre del 1653 circa entrò al servizio dell'arciduca Ferdinando Carlo d'Austria, grazie alle raccomandazioni del cardinale Giovanni Carlo de' Medici e forse del compositore Antonio Cesti. Fu dunque attivo a Innsbruck, dove scrisse per quest'ultimo i libretti L'Argia e La Dori, che furono messi in musica e allestiti rispettivamente nel 1655 e nel 1657.

Tornato in Italia nel 1659, entrò al servizio del cardinale Flavio Chigi nel maggio 1660 a Roma, posizione che terrà per il resto della sua vita. Come Cesti, egli fece parte dell'Accademia dei Percossi, un circolo letterario fiorentino, al quale appartenevano anche il poeta Salvator Rosa e Giovanni Battista Ricciardi. 

Nel 1669 mise in versi L'empio punito dell'impresario Filippo Acciaiuoli per il teatro di palazzo Colonna in Borgo a Roma, primo dramma per musica sul soggetto teatrale del Don Giovanni, posto in musica da Alessandro Melani. Per l'Accademia degli Sfaccendati scrisse i libretti di due opere rappresentate nel palazzo Chigi di Ariccia (Roma): La sincerità con la sincerità ovvero il Tirinto (1672), messa in musica da Bernardo Pasquini, e Gl'inganni innocenti ovvero L'Adalinda (1673), messa in musica da Pietro Simone Agostini, quest'ultima ripresa nel 1679 al Teatro Ducale di Milano.
Scrisse anche il libretto di Amor per vendetta ovvero l'Alcasta, dramma posto in musica da Bernardo Pasquini e rappresentato al teatro Tordinona di Roma nel carnevale 1673.
Scrisse inoltre testi per cantate profane e libretti per oratori, tra i quali Caino e Abele (1671; mus. Bernardo Pasquini); Tobia (1675; mus. Antonio Masini) Iefte (1675; mus. A. Masini; e 1689; mus. Giovan Battista Tomasi); Il sacrificio d'Abramo (1675; mus. A. Masini); L'Assalonne (mus. Paolo Petti). 
Apolloni fu uno dei migliori successori di Giacinto Andrea Cicognini. Il suo lavoro più noto fu La Dori, musicata da Cesti, che con Il Giasone e L'Orontea fu una delle opere italiane più rappresentate nel XVII secolo. I suoi drammi, affini a quelli di Cicognini, sono caratterizzati dalla mescolanza di elementi storici e pseudo-storici, dall'impiego di linguaggio diretto e dalla presenza di personaggi comici della tradizione teatrale italiana.